# Estero Culebrón
El estero Culebrón es un curso natural de agua de corto trayecto que nace al sur de la ciudad de Coquimbo, en Chile, y que fluye hacia el norte y se sume en una laguna salina a orillas del mar en la ciudad.

## Trayecto
El estero nace en la quebrada homónima, pasa a escasos metros del centro de la ciudad y desemboca en la bahía de Coquimbo.: 21  Su principal afluente es la quebrada Agua del Romero.

## Caudal y régimen
El estero tiene escurrimiento permanente y varias fases en su trayecto, tanto de curso de agua, como también laguna salada o de agua dulce.: 21  Recibe los escurrimientos de las precipitaciones en su cuenca exorreica preandina y los excedentes de riego del canal Bellavista que trae agua desde el río Elqui hacia el sector de Pan de Azúcar.: 100 

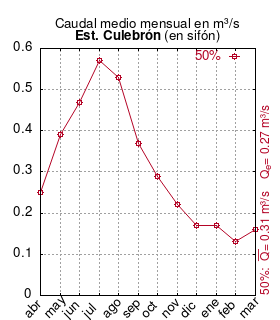
Caudal medio del estero Culebrón en sifón.

## Historia
El Estero Culebrón, se ubica en la ciudad de Coquimbo, en el extremo suroeste de la bahía del mismo nombre y formaba parte de un ecosistema húmedo de vegas existente en toda la línea costera de la bahía. Por el progreso de las ciudades de Coquimbo y de La Serena fue desecado durante la década de los cincuenta, con la construcción de obras civiles, que drenaron estas zonas y permitieron poblar y construir en estos lugares.
Su nombre proviene del estero que lleva su nombre y a la leyenda del Culebrón, un relato que habla sobre una serpiente imaginaria, gruesa y de gran tamaño que supuestamente habita en algunos lugares soleados de Chile.

## Amenazas
La presencia de residuos mineros en la Región de Coquimbo es un serio problema, que impacta el medio ambiente y a la sociedad. 
La actividad humana ha sido devastadora para el Humedal El Culebrón de la región de Coquimbo, pues en el lugar hay depósitos ilegales de basuras y deshechos de construcción.

## Población, economía y ecología
El principal uso de sus aguas es en la agricultura.
El estero es también considerado como un importante elemento dentro del sistema de humedales costeros de la Región, compuesto por el humedal Punta Teatinos, estuario Río Elqui, estero Culebrón, laguna Adelaida (ver Quebrada Lagunillas), Estero Tongoy, Salinas Chica, Salinas Grande y quebrada Pachingo.: 17 . Es un importante refugio de vida silvestre y un área verde rica en biodiversidad. Alberga alrededor de 75 a 200 especies diferentes de aves, dependiendo de la época del año, siendo lugar de paso para diferentes especies migratorias. 
El estero Culebrón fue seleccionado para aplicar por primera vez el método creado por la Dirección General de Aguas para la definición de sector hidrogeológico de aprovechamiento común, una definición legal de un sector de un acuífero, necesario para crear el marco legal de una utilización práctica. El estudio y los resultados, así como el método, fueron presentados en Metodología para la delimitación y sectorización de acuíferos a nivel nacional, 2014.